# 노얀

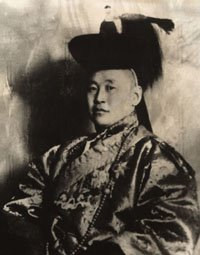
토구스 오치린 남난수렌.

노얀(몽골어: ᠨᠣᠶᠠᠨ, 한국 한자: 那顔 나안)은 몽골 제국의 관직명이다. 현대 몽골에서는 서양의 "미스터", "무슈" 같은 단순 호칭으로 사용된다.
본래 칭기즈 칸의 군대에서 군사 사령관의 칭호로, 특히 군사 만 명으로 구성된 튀멘이나 천 명으로 구성된 밍그한을 지휘하는 만인대장과 천인대장을 노얀이라 했다. 정복이 진행되면서 노얀들은 각 영지를 맡아 다스리게 되었고 자연스레 귀족층을 형성하여 20세기까지 존재하였다. 노얀들은 몽골 평민들보다는 위이고, 칭기즈 칸 및 그 형제들의 후손보다는 하위 계급이었다. 서쪽의 킵차크 칸국, 일 칸국에서는 이슬람 문화의 영향으로 노얀을 아미르 또는 베크라고 하였다.
노얀계급은 몽골이 공산화된 뒤 벌어진 스탈린주의자들의 대진압 결과 씨가 말라 몰락했다.